# PCCI
Pour les articles homonymes, voir PCCI (homonymie).
Le groupe PCCI est une multinationale opérant dans la gestion externalisée et multicanal de la relation client en Afrique, en Europe et au Moyen-Orient. Fondée par les hommes d'affaires Abdoulaye Sarre, Yerim Habib Sow et Abdoulaye Mboup, c’est le premier centre de communication d’afrique Subsaharienne et le plus grand.

## Historique
Crée en 2001 au Royaume-Uni et en France, le groupe PCCI fait partie du groupe par Teyliom, un conglomérat qui opère dans l’immobilier, l'hôtellerie, la finance, les télécommunications, l'industrie et l'énergie.
À l’origine, le Groupe PCCI a développé ses activités avec Orange France. Le Groupe PCCI s'est d'abord spécialisé dans le domaine de l’acquisition de clients en télévente avant de se lancer dans le service client et la gestion de contacts multicanal. En quelques années, PCCI a rapidement émergé comme un acteur du secteur offrant une expérience client unifiée et personnalisée . Le groupe a continué d'étendre ses activités à l’ouverture en 2009 de filiales dans les pays émergents. En 2016, PCCI est présent dans 20 pays et emploie plus 5000 salariés.

## Croissance de l'entreprise
Le groupe PCCI s'est développé avec la diversification de ses activités : l'assistance technique, les services de relation client, l'acquisition de clients, les médias sociaux.
Le groupe PCCI compte parmi ses clients des entreprises du Fortune 500 en Europe, en Afrique et aux États-Unis dans les domaines des télécommunications, des médias, de la banque, de l’énergie, de la distribution et du tourisme. Le groupe PCCI fait partie du groupe Teyliom Global Capital.

## Implantations
Le siège du groupe PCCI est situé à Dubaï (Émirats arabes unis) avec des activités à Paris (France), à Londres (Royaume-Uni) et dans les pays émergents .